# Rezolucja Rady Bezpieczeństwa ONZ nr 562
Rezolucja Rady Bezpieczeństwa ONZ nr 562  została przyjęta 10 maja 1985 r. 
Po przywołaniu rezolucji 530 (1983) oraz różnych rezolucji Zgromadzenia Ogólnego, które potwierdzają prawo Nikaragui i innych krajów do życia w pokoju bez ingerencji z zewnątrz, Rada potwierdziła swoje poparcie dla wysiłków grupy Contadora i wezwała wszystkie państwa członkowskie do powstrzymania się od prowadzenia lub wspierania działań politycznych, wojskowych lub gospodarczych, które utrudniałyby tej inicjatywy pokojowej. 
Wezwano także rządy Stanów Zjednoczonych i Nikaragui do wznowienia dialogu, który prowadzili w Meksyku w celu normalizacji swoich stosunków .